# Lijst van Indiase autosnelwegen
Hieronder volgt een lijst van autosnelwegen (Hindi: द्रुतमार्ग, Engels: expressway) in India. Autosnelwegen worden bewegwijzerd met blauwe borden met witte letters.

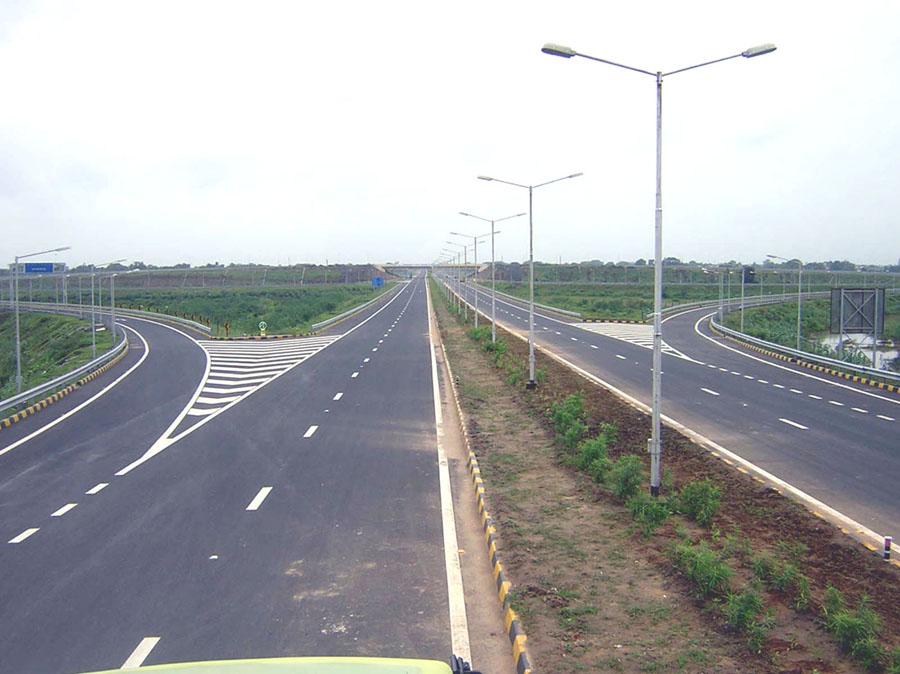
De Ahmedabad–Vadodara Expressway in 2004

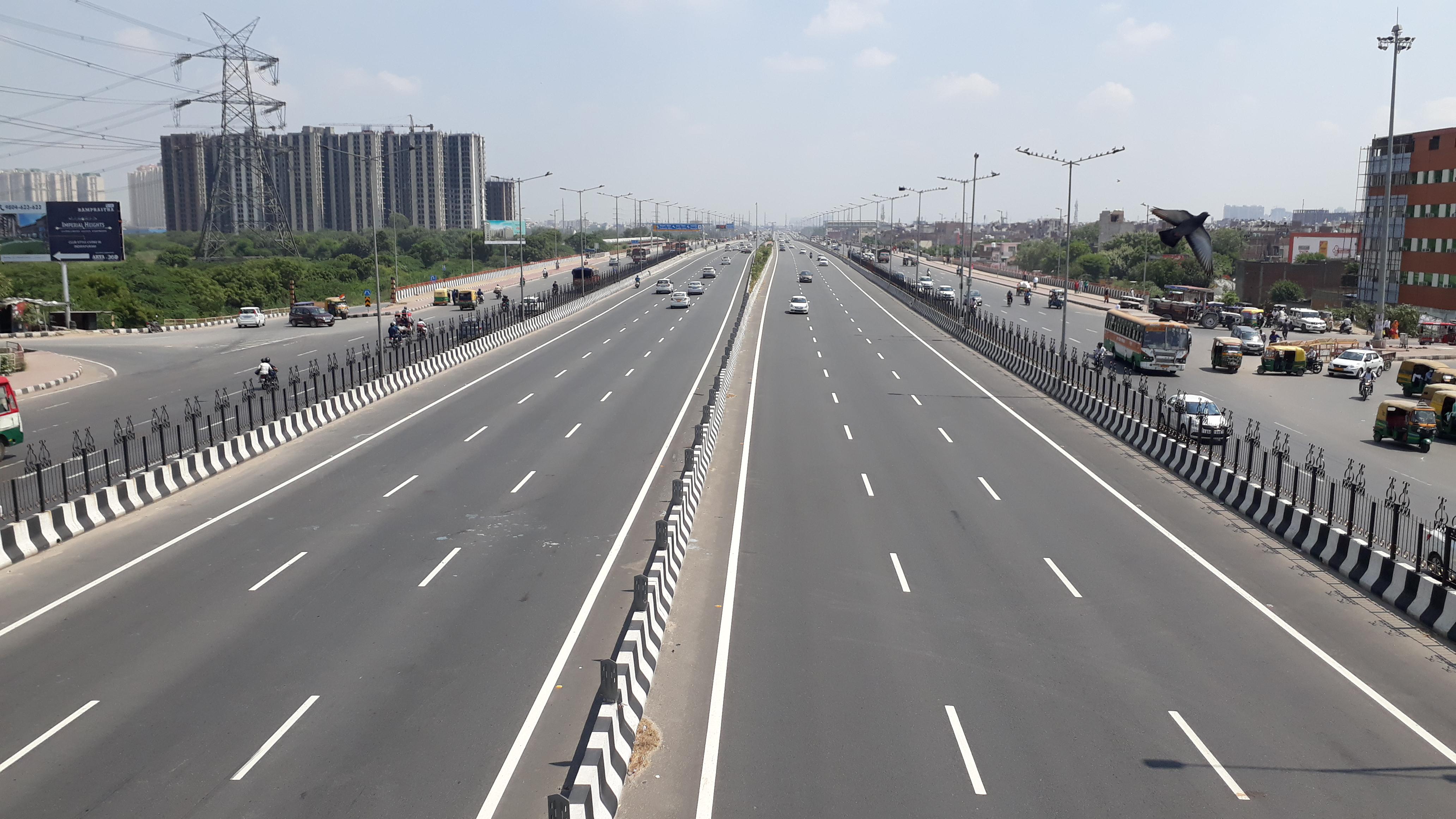
National Expressway 3

## National Expressways
- Ahmedabad–Vadodara Expressway - Een weg, ook wel Mahatma Gandhi Expressway of National Expressway 1 (NE-1) genoemd, van twee keer twee rijstroken in de staat Gujarat. Hij verbindt Ahmedabad met Vadodara en is 93,1 kilometer lang. De weg werd geopend in 2004.
- Delhi Eastern Peripheral Expressway - Een weg, ook wel National Expressway 2 (NE-2) genoemd,  van  135 kilometer in de deelstaten Haryana en Uttar Pradesh. Hij verbindt Sonipat met Palwal. De weg werd geopend op 27 mei 2018.
- Delhi–Meerut Expressway - Een weg, ook wel National Expressway 3 (NE-3) genoemd, van 96 kilometer lang. Hij verbindt Delhi met Meerut. De weg werd geopend in april 2021.[1][2]
- Delhi–Mumbai Expressway - Een weg, ook wel National Expressway 4 (NE-4) genoemd, van 1.350 kilometer met twee keer vier rijstroken. Hij verbindt New Delhi met Mumbai. De aanleg van de snelweg begon in 2019.[3][4] Het stuk tussen Sohna en Dausa werd op 12 februari 2023 opengesteld, het stuk tussen Delhi en Vadodara op 2 oktober 2023.
- Delhi–Amritsar–Katra Expressway - Een in aanleg zijnde weg, ook wel National Expressway 5 (NE-5) (Delhi–Nakodar–Katra) en National Expressway 5A (NE-5A) (Amritsar–Nakodar)  genoemd, van 670 kilometer. Hij verbindt Delhi met Amritsar en Katra. De bouw begon op 24 april 2022. Op 21 november 2024 werd 135 kilometer geopend tussen Delhi en Kaithal.[5][6]
- Lucknow–Kanpur Expressway - Een in aanleg zijnde weg, ook wel National Expressway 6 (NE-6) genoemd, van 62 kilometer. Hij verbindt Lucknow met Kanpur.[7]
- Bengaluru–Chennai Expressway (Tamil: பெங்களூர் சென்னை விரைவுச் சாலை)- Een in aanleg zijnde weg, ook wel National Expressway 7 (NE-7) genoemd, van 258 kilometer. Hij verbindt Bengaluru met Chennai.[8] Op 9 december 2024 opende de eerste 71 kilometer tussen Bangalore en Bethamangala.[9]

## Andere autosnelwegen
- Varanasi–Kolkata Expressway (NH-319B) - Een weg in aanleg tussen Varanasi en Kolkata, van 610 kilometer. De bouw begon in februari 2024.[10]
- Agra–Lucknow Expressway - Een weg van twee keer drie rijstroken in de deelstaat Uttar Pradesh. Hij verbindt Agra met Lucknow. De weg werd geopend op 21 november 2016.
- Ganga Expressway - Een weg van twee keer drie rijstroken van 594 kilometer van Meerut naar Prayagraj.
- Delhi–Faridabad Skyway - Een weg van twee keer drie rijstroken. Hij verbindt Badarpur (Delhi) met Faridabad. De weg werd geopend op 29 november 2010.
- Delhi–Gurgaon Expressway - Een weg van 27,7 kilometer lang in de staat Haryana. Hij verbindt Delhi met Gurgaon. De weg werd geopend op 23 januari 2008.
- Delhi–Noida Direct Flyway - Een weg, ook wel DND Flyway genoemd, van 7,5 kilometer met twee keer vier rijstroken. Hij verbindt Delhi met voorstad Noida. De weg werd geopend in 2001 en wordt beheerd door de Noida Toll Bridge Company Limited (NTBCL).
- Delhi Western Peripheral Expressway - Een weg, ook wel Kundli–Manesar–Palwal Expressway (KMP Expressway) genoemd, van 135,6 kilometer met twee keer drie rijstroken in de deelstaat Haryana. Hij verbindt Kundli (Sonipat) met Dholagarh (Palwal). De weg werd geopend in november 2018.
- DND-KMP Expressway - Een weg, die de DND Flyway met de KMP Expressway verbindt. In november 2024 werd de snelweg voltooid.[11][12]
- Dwarka Expressway (NH-248B) - Een weg van 27,6 kilometer met twee keer vier tot acht rijstroken in de deelstaat Haryana. Hij verbindt Dwarka (Delhi) met Gurgaon.[13]
- Urban Extension Road 2 (NH-344M/UER2/UERII) - Een in aanleg zijnde weg van 75 kilometer als gedeeltelijke ringweg rond Delhi.[14][15]
- Mumbai–Nagpur Expressway - Een weg, ook wel Hindu Hrudaysamrat Balasaheb Thackeray Maharashtra Samruddhi Mahamarg of Maharashtra Expressway-2 (ME-2) genoemd, van   701 kilometer met twee keer drie rijstroken. Hij verbindt Mumbai met Nagpur. Het stuk tussen Nagpur en Shirdi werd op 11 december 2022 opengesteld, het stuk tussen Shirdi en Bharvir Khurd op 26 mei 2023, het laatste stuk tot Mumbai op 5 juni 2025.[16]
- Trans-Haryana Expressway - Een weg, ook wel Ambala–Narnaul Expressway (NH-152D) genoemd, van 227 kilometer met twee keer drie rijstroken. Hij verbindt Gangheri (aan de NH-152) in het Kurukshetra district (nabij Ismailabad) met Surana aan de Narnaul Bypass (NH-148B) in het district Mahendragarh. De weg werd geopend op 1 augustus 2022.
- Amritsar–Jamnagar Expressway (NH-754K) - Een weg met twee keer drie rijstroken, van 1257 kilometer. Hij verbindt Amritsar met Jamnagar. Het stuk tussen Hanumangarh en Jalore werd geopend op 8 juli 2023.
- Delhi–Panipat Expressway (NH-44) - Een weg met twee keer vier rijstroken, van 70 kilometer. Hij verbindt Delhi met Panipat.[17]
- Ambala–Chandigarh Expressway - Een weg met twee keer twee rijstroken van 35 kilometer. Hij verbindt Ambala met Chandigarh.
- Electronic City Elevated Expressway - Een weg van 9,9 kilometer. Hij verbindt Silk Board junction met Electronic City in Bengaluru.
- Belghoria Expressway - Een weg van 16 kilometer in de noordelijke buitenwijken van Kolkata.
- Chennai Bypass Road - Een 32 kilometer lange ringweg om Chennai.
- Chennai Outer Ring Road (ORR) (SH234) - Een 62 kilometer lange ringweg om Chennai.
- Noida–Greater Noida Expressway - Een weg met twee keer drie rijstroken, van 24,5 kilometer. Hij verbindt Noida met Greater Noida.
- Yamuna Expressway - Een weg met twee keer drie rijstroken, van 165,5 kilometer. Hij verbindt Greater Noida met Agra.
- Chandigarh–Shimla Expressway - Een in aanleg zijnde weg met twee keer twee rijstroken, van 120 kilometer. Hij verbindt Chandigarh met Shimla.
- P. V. Narasimha Rao Expressway - Een weg van 11,6 kilometer. Hij verbindt Hyderabad Rajiv Gandhi International Airport met Mehdipatnam in Hyderabad.
- Hyderabad Outer Ring Road (ORR) of Jawaharlal Nehru Outer Ring Road - Een ringweg om Hyderabad met twee keer vier rijstroken, van 158 kilometer.
- Jaipur-Kishangarh Expressway - Een weg van 90 kilometer. Hij verbindt Jaipur met Kishangarh.
- Vilasrao Deshmukh Eastern Freeway - Een weg van 16,8 kilometer in Mumbai.
- Mumbai Trans Harbour Link - Een weg met twee keer drie rijstroken, van 22 kilometer. Hij verbindt Mumbai met Navi Mumbai over een viaduct van 16 kilometer.[18]
- Eastern Express Highway (EEH) - Een weg van 23 kilometer. Hij verbindt Mumbai met Thane.
- Chhatrapati Sambhaji Maharaj Coastal Motorway of Coastal Road - Een in aanleg zijnde weg met twee keer vier rijstroken, van 29 kilometer. Hij loopt langs de westkust van Mumbai.
- Purvanchal Expressway - Een weg met twee keer drie rijstroken, van 340 kilometer. Hij verbindt Chand Saray met Haydaria.
- Gorakhpur Link Expressway - Een weg met twee keer twee rijstroken, van 91 kilometer. Hij verbindt Jaitpur met Salarpur.
- Raipur–Bhilai–Durg Expressway - Een weg van 27 kilometer. Hij verbindt Raipur met Bhilai en Durg.
- Vijayawada–Hyderabad Expressway - Een weg met twee keer twee à drie rijstroken, van 247 kilometer. Hij verbindt Vijayawada met Hyderabad.
- Bengaluru–Mysuru Expressway - Een weg met twee keer vijf rijstroken, van 119 kilometer. Hij verbindt Bengaluru met Mysuru.
- NICE Peripheral Ring Road - Een in aanleg zijn de ringweg van 116 kilometer om Bengaluru.
- Bundelkhand Expressway - Een weg met twee keer twee rijstroken, van 296 kilometer. Hij verbindt Gonda met Kudrail.
- Udaipur Bypass (NH-48) - Een weg met twee keer drie rijstroken, van 23,9 kilometer. Hij vormt een ringweg om Udaipur.
- Lucknow Outer Ring Road (ORR) - Een ringweg om Lucknow van 104 kilometer. De weg werd geopend in maart 2024.[19]
- Satellite Town Ring Road - Een ringweg om Bengaluru, van 76 kilometer lang.[20]
- Surat-Chennai Expressway - Een weg in aanleg van 1271 kilometer tussen Surat en Chennai.[21]

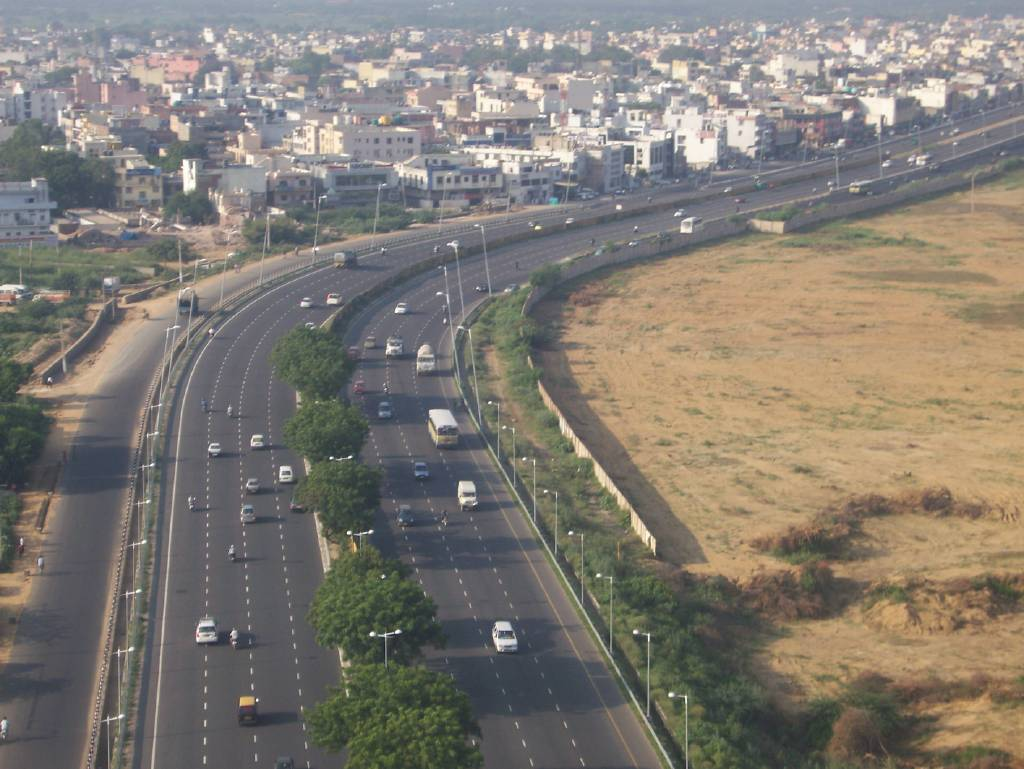
Delhi–Gurgaon Expressway
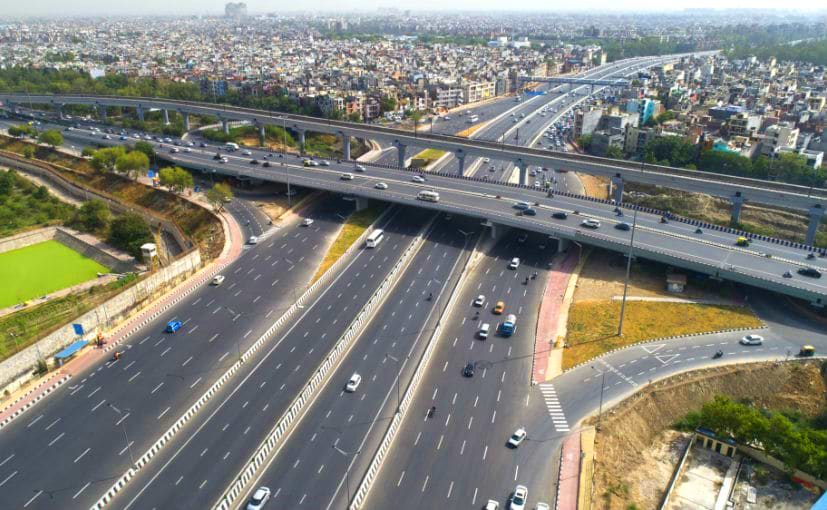
Delhi–Meerut Expressway
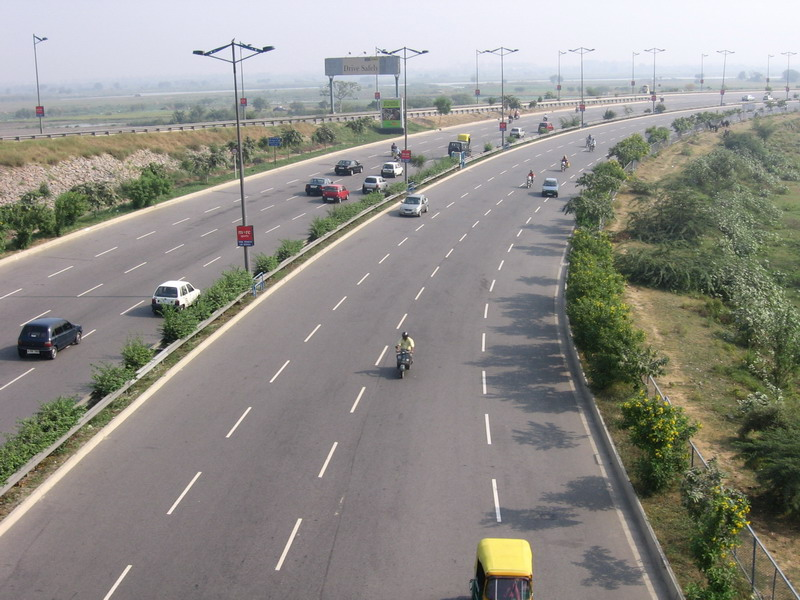
Delhi–Noida Direct Flyway
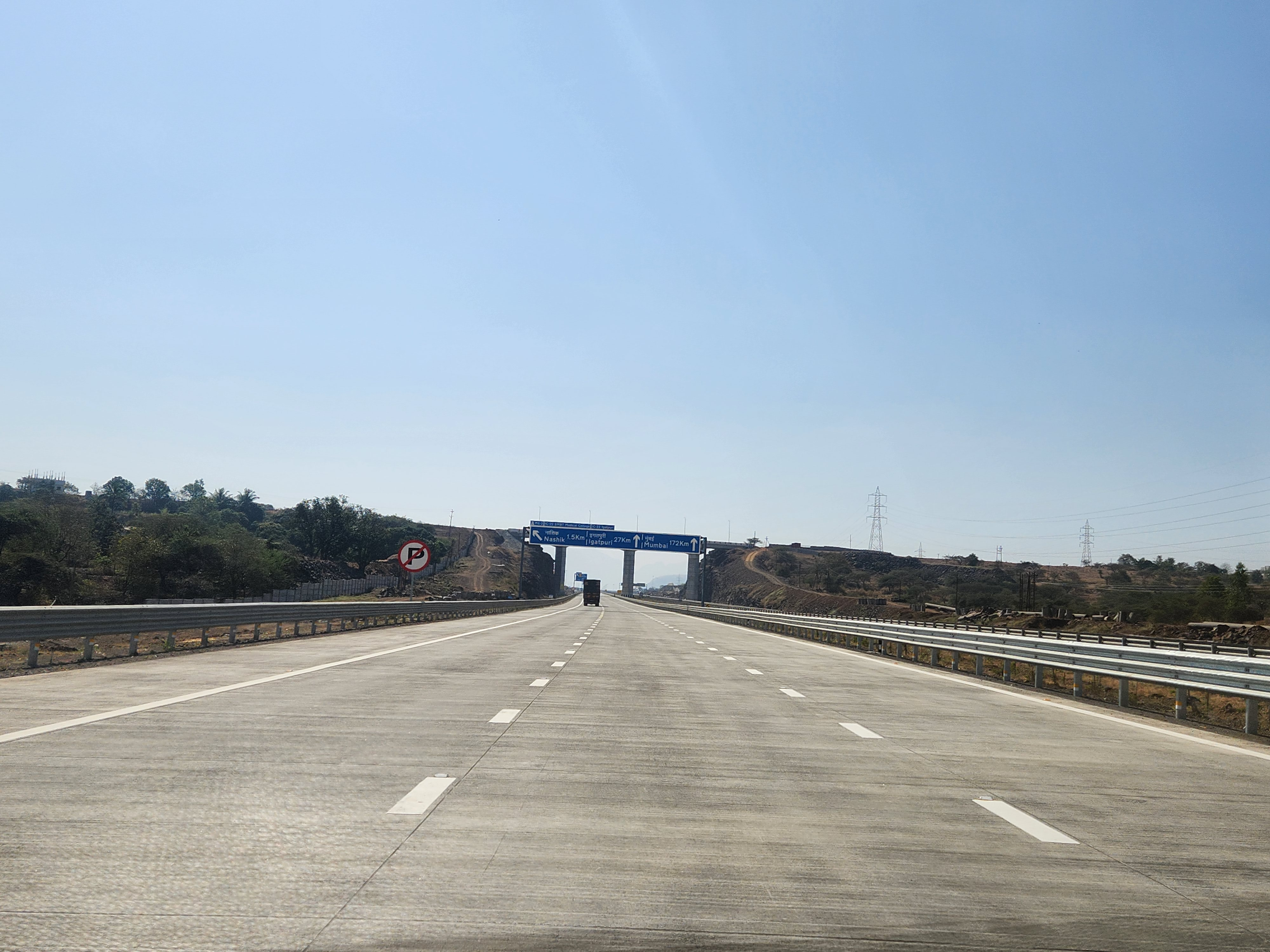
Mumbai–Nagpur Expressway
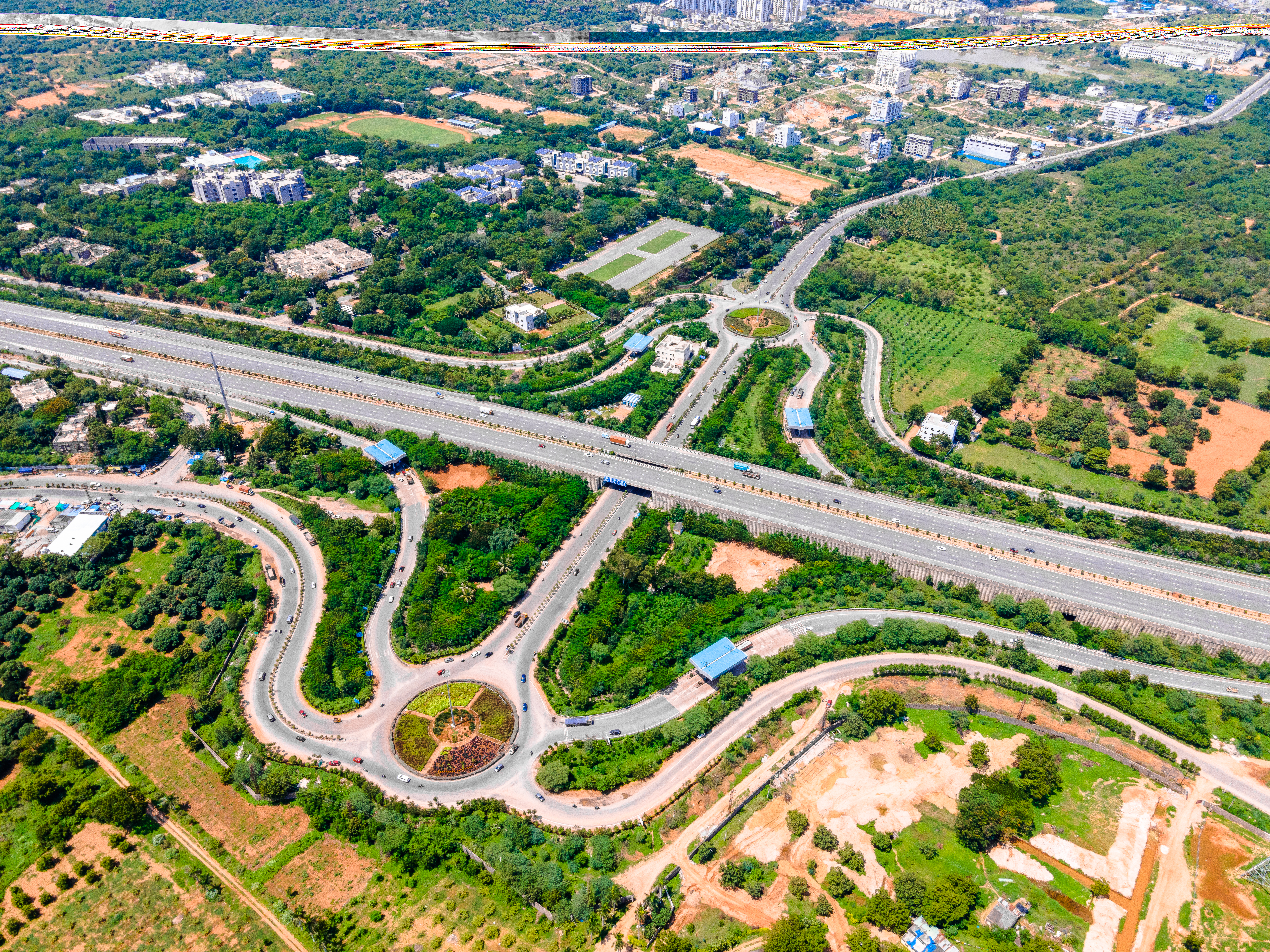
Hyderabad Outer Ring Road
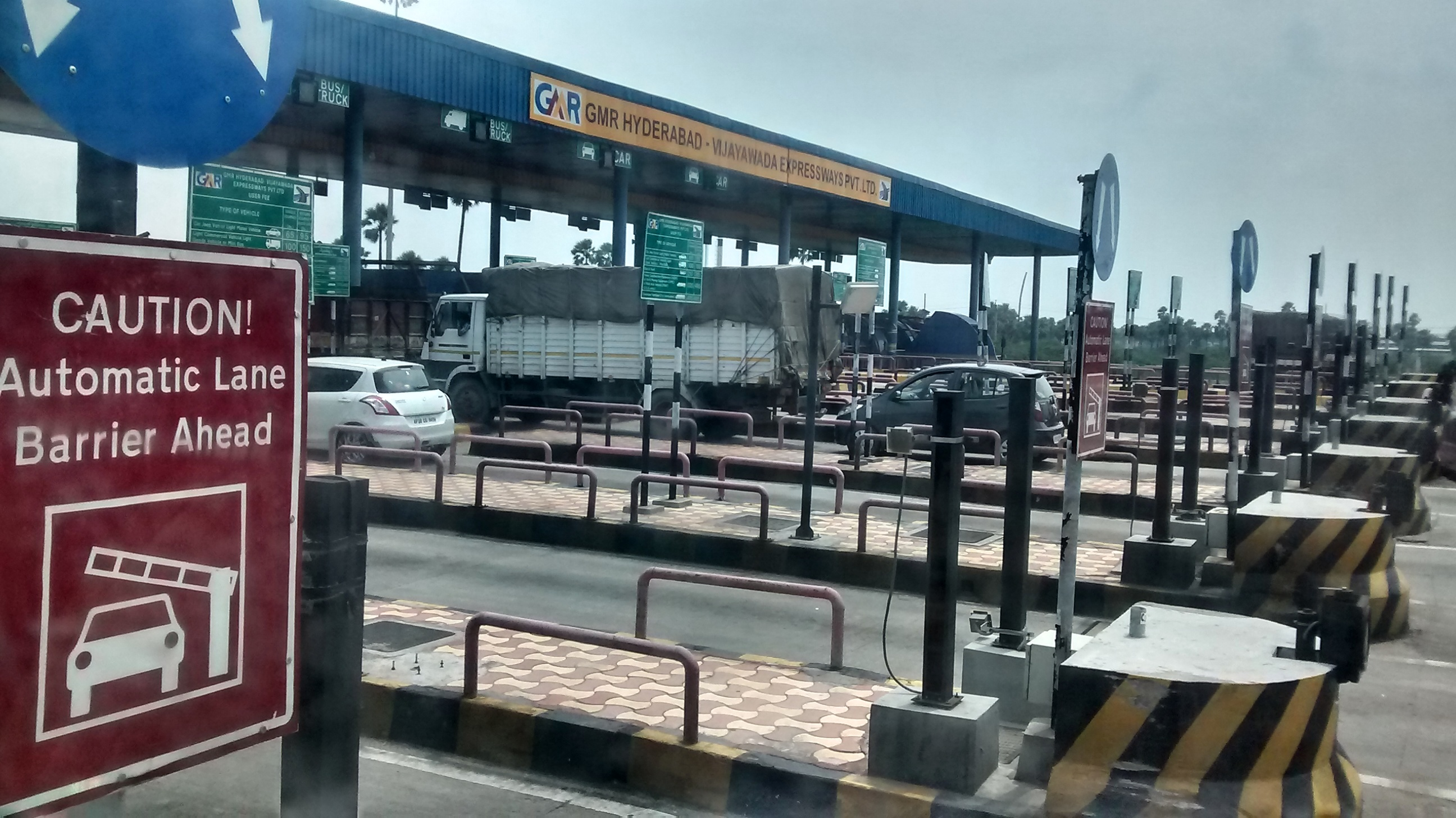
Tolpoort op de Hyderabad-Vijayawada Expressway
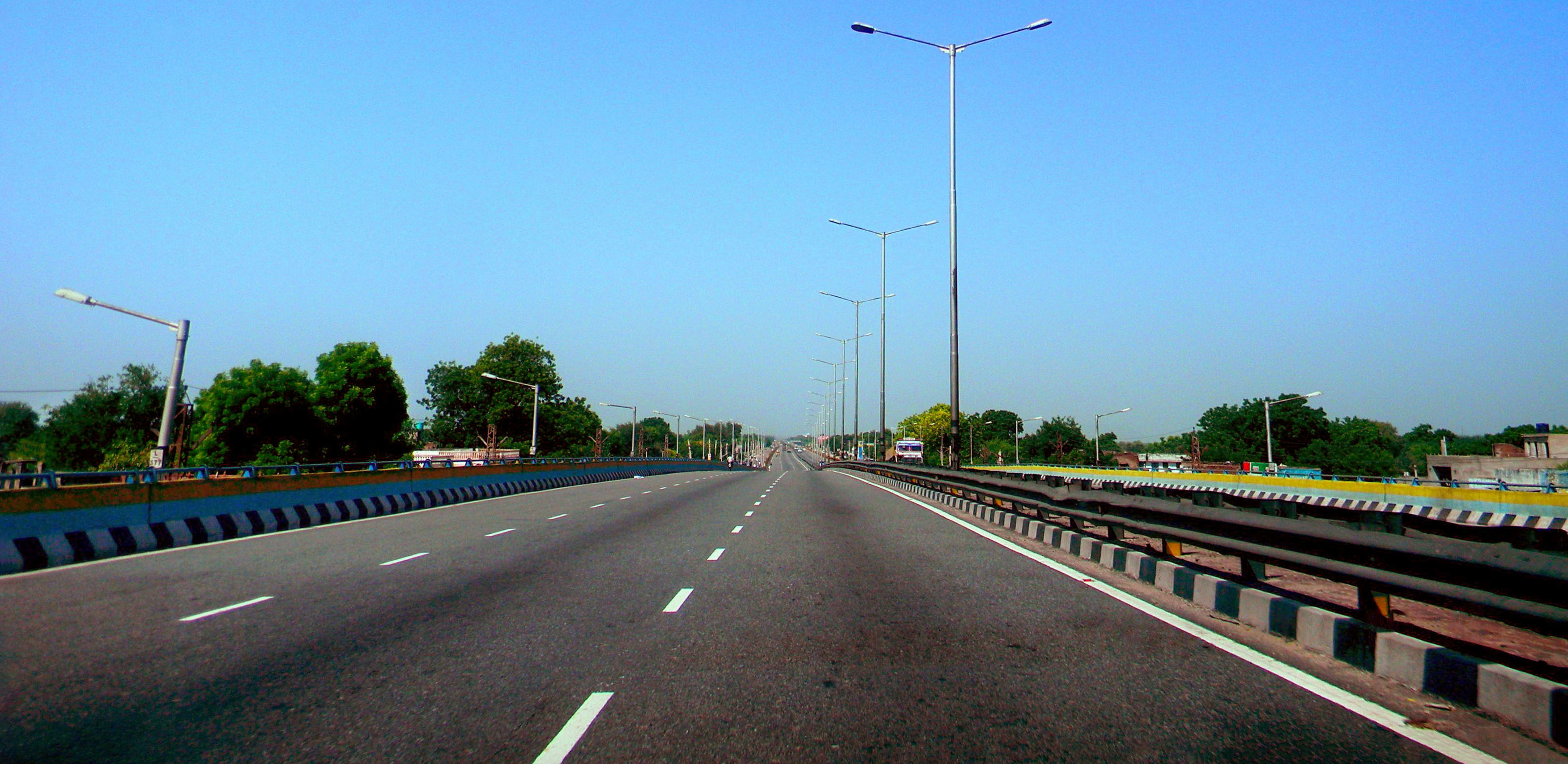
Jaipur-Kishangarh Expressway
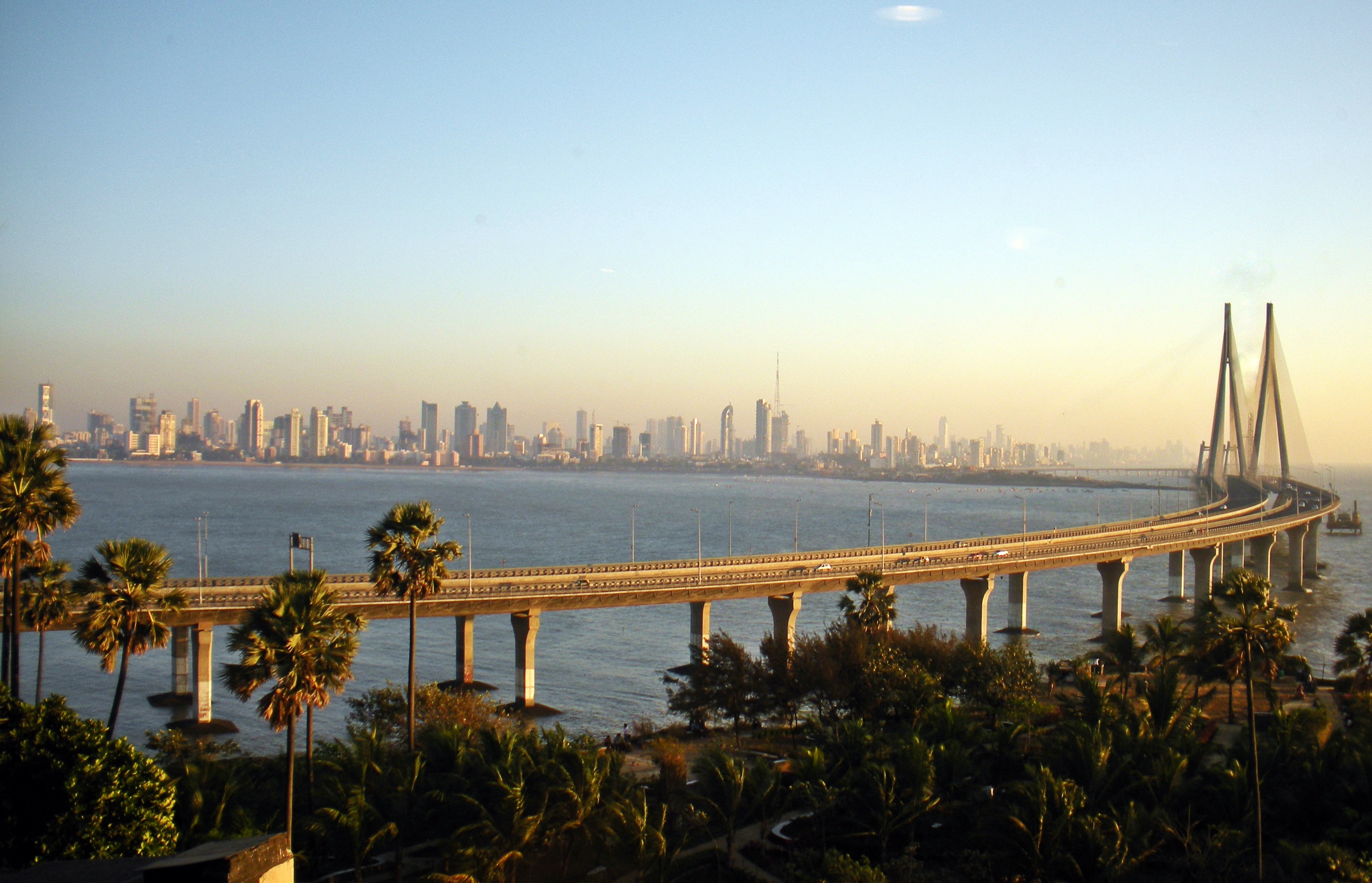
Bandro Worli Sea Link in Mumbai